# Parfois je crache par plaisir sur le portrait de ma mère
Parfois je crache par plaisir sur le portrait de ma mère, anciennement Le Sacré-Cœur, est un tableau réalisé par le peintre espagnol Salvador Dalí en 1929. Exécuté à l'encre sur une toile de linon gris collée sur carton, ce dessin surréaliste représente une silhouette de Jésus-Christ dans laquelle apparaît l'inscription « parfois je crache par plaisir sur le portrait de ma mère ». Il est conservé au musée national d'Art moderne, à Paris.